# يوتو 2
يوتو 2 هي مركبة قمرية متجولة صينية وهي جزء من مهمة تشانج آه 4،تم إطلاقها في 7 ديسمبر 2018 وهبطت على الجانب البعيد من القمر في 3 يناير 2019.بحلول 12 مايو 2021 قطعت المركبة مسافة 708.9 متر على سطح القمر.
تعتبر يوتو 2 أول مركبة فضائية تسجل هبوطًا على الجانب البعيد من القمر. نظرًا لأن الجانب البعيد لا يواجه الأرض أبدًا، يتم تسهيل الاتصالات بواسطة قمر صناعي مرحل يدور حول نقطة لاغرانج خلف القمر.